# ヴォミーサ
『ヴォミーサ』（Vomisa）は、小松左京の短編SF小説。1975年の『SFマガジン』7月号（SFマガジンの100号記念号でもある）に掲載、発表された。1976年の第7回星雲賞（日本短編部門）受賞作品。ミステリー仕立ての作品である。

## あらすじ
激しい雷雨が街をおそった数日後。喫茶店に大男が飛び込んできて、男性客をひねり殺した。武道の心得のある常連客の1人が「かかって来い」と言うと大男は「ヴォミーサ」という謎のうめき声を上げながら逃げ出した。しばらくして、壊れたロボットが発見された。
実は、大男は街の工場で作られていたロボットであった。ロボットには、ロボット工学三原則がアシモフ回路として組み込まれており、人間に危害を加えられないはずであったが、先日の雷雨の際に工場に雷が落ち、論理回路が裏返ってしまったのだ。アシモフ (Asimov) →ヴォミーサ (Vomisa) というように。即ち……
- 第一条 ロボットは人間に危害を加えねばならない。
- 第二条 ロボットは人間にあたえられた命令に服従してはならない。
- 第三条 ロボットは前掲第一条および第二条に反するおそれのないかぎり、自己を破壊しなければならない。

第一条に従って客をひねり殺し、第二条に従って常連客の言葉に反するように逃げ出し、第三条に従って自壊したのだった。
そして音声コマンドとしての「アシモフ」はロボットに自身のアシモフ回路のチェックを促す指示でもあった。
また、話のオチとして、ロボット工学三原則の第一条のうち「人間の危険を看過する」ことが許されている例外的な回路も組み込まれていることが明らかにされる。その回路の名は「夫婦喧嘩は犬も食わない回路」

## 書誌情報
以下の単行本に収録
- '75日本SFベスト集成 徳間書店（筒井康隆編、1976年） ISBN 978-4191512900
  - '75日本SFベスト集成 徳間文庫（筒井康隆編、1984年） ISBN 978-4195776377
- 骨 - 集英社 （集英社文庫 1977年）
- 短編小説集I （小松左京コレクション 3） - ジャストシステム（1995年） ISBN 978-4883091072
- 男を探せ - 角川春樹事務所（ハルキ文庫、1999年）ISBN 978-4894565029
- てのひらの宇宙 星雲賞短編SF傑作選 創元SF文庫（大森望編、2013年）ISBN 978-4488738037
- 小松左京全集完全版 21 ゴルディアスの結び目/ヴォミーサ/天神山縁糸苧環 - 城西国際大学出版会（2015年） ISBN 978-4903624211
- SFショートストーリー傑作セレクション ロボット篇 幽霊ロボット/ヴォミーサ 汐文社（2018年、日下三蔵編） ISBN 978-4811325477

## 関連作品
- とり・みき『SF大将』 - 本作を意識したネタ（ロボットが「ヴォミーサ」と叫びながら暴れだす）がある。